# Tony Dorsett
Anthony Drew Dorsett Sr. (ur. 7 kwietnia 1954 w Rochester) – amerykański futbolista grający na pozycji biegacza.
Jeden z najlepszych zawodników w historii ligi NFL. Wcześniej reprezentował barwy Hopewell Vikings i Pittsburgh Panthers (mistrzostwo NCAA), natomiast w lidze NFL barwy Dallas Cowboys (Super Bowl, dwukrotne mistrzostwo NFC oraz 5-krotne mistrzostwo NFC East) oraz Denver Broncos. Był także nagradzany indywidualnie: zdobywca NFL Rookie of the Year Award – nagroda dla najlepszego debiutanta w lidze NFL, PFWA NFL All-Rookie Team (1977), czterokrotny uczestnik Pro Bowl (1978, 1981–1983), pierwszy skład All-Pro 1981, dwukrotnie drugi skład All-Pro (1982, 1983), zdobywca Heisman Trophy, Maxwell Award, Walter Camp Award, UPI College Football Player of the Year oraz Sporting News College Football Player of the Year (1976), trzykrotnie pierwszy skład College Football All-America Team (1973, 1975, 1976), drugi skład College Football All-America Team (1974), członek Pro Football Hall of Fame, College Football Hall of Fame oraz Dallas Cowboys Ring of Honor (1994), 53. miejsce na liście 100 najlepszych futbolistów według magazynu The Sporting News (1999), 7. miejsce na liście 25 najlepszych zawodników w historii futbolu akademickiego według ESPN (2007), oraz zastrzeżone numer w Pittburgh Panthers w 1976 roku oraz w Hopewell Vikings w 2001 roku (oba z numerem 33).
Wraz z Marcusem Allenem jest jedynym zawodnikiem, który zdobył Heisman Trophy, Super Bowl, mistrzostwo NCAA, został wprowadzony do College Football Hall of Fame i Pro Football Hall of Fame.

## Wczesne życie
Tony Dorsett jest synem Wesa i Myrtle Dorsettów. Dorastał w Aliquippa w stanie Pensylwania, na północny zachód od Pittsburgha. Uczęszczał do Hopewell High School w Hopewell Township w stanie Pensylwania, gdzie grał w futbol amerykański i koszykówkę.

## Kariera

### Wczesna kariera
Tony Dorsett w szkolnej drużynie Hopewell High School, Hopewell Vikings zaczął grać w 1970 roku, będąc uczniem drugiej klasie szkoły średniej. Zaczynał od pozycji obrońcy, gdyż trenerzy nie wierzyli, że mierzący zaledwie ok. 170 cm wzrostu Dorsett jest odpowiedni do gry na pozycji biegacza, na której grał w gimnazjum. W 1971 roku rywalizował z Michaelem Kimbroughem o grę na pozycji biegacza i rywalizacja zakończyła się po przebiegnięciu przez Dorsetta 75 jardów i zdobyciu przyziemienia w meczu otwarcia sezonu przeciwko drużynie z Ambridge Area School District. Sezon 1971 zakończył z 1034 jardami oraz 19 przyłożeniami, a także z bilansem z drużyną Wikingów 9 zwycięstw i 1 porażką, natomiast grając w drużynie koszykarskiej dotarł do ćwierćfinału WPIAL. Sezon 1972 zakończył z 1238 jardami (rekord biegu w jednym meczu: 247 jardów) oraz z bilansem z drużyną Wikingów 9 zwycięstw i 1 porażką.
Pod koniec 1973 roku wystąpił w meczu Big 33 Football Classic, podczas którego poznał swojego przyszłego trenera w Pittsburgh Panthers, Johnny'ego Majorsa.
W 2001 roku władze Hopewell High School, zastrzeżyły numer 33, z którym grał Dorsett w Hopewell Vikings oraz zmieniły nazwę obiektu Hopewell's Stadium na Tony Dorsett Stadium.

### College

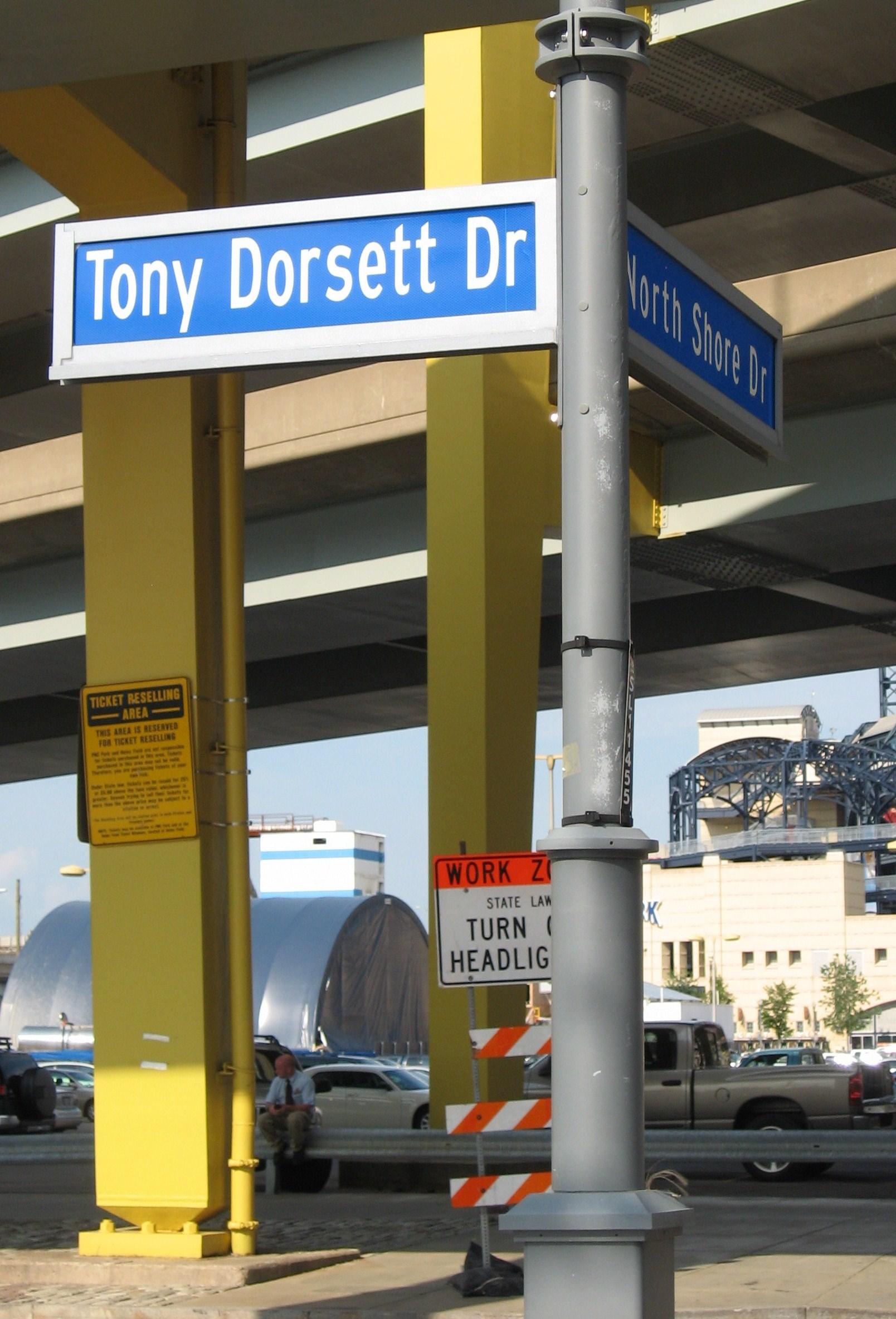
Tony Dorsett Drive w pobliżu Heinz Field w Pittsburghu.

Tony Dorsett w 1973 roku rozpoczął naukę na Uniwersytecie Pittsburskim w Pittsburghu, grając w tym czasie w drużynie Pittsburgh Panthers, w tym czasie dostał się do pierwszej drużyny College Football All-America Team, będąc tym samym pierwszym od 1944 roku studentem pierwszego roku uczelni z tym wyróżnieniem (poprzednio zdobył Doc Blanchard służący w West Point). 
Na początku nauki, 14 września 1973 roku Dorsettowi urodził się syn Anthony, co spotkało się z krytyką wobec niego, gdyż nie był w związku małżeńskim i niektórzy twierdzili, że powinien porzucić naukę, poślubić matkę swojego syna i wspierać finansowo rodzinę, jednak Dorsett uważał, że najlepszym sposobem opieki nad synem jest kontynuowanie kariery sportowej, a taktyka dzięki udanej karierze zawodowej okazała się skuteczna.
W sezonie 1973 w 11 meczach przebiegł 1586 jardów, co było drugim najlepszym w kraju oraz najlepszym wynikiem wśród studentów pierwszego roku wszech czasów, bijąc tym samym rekord Rona „Po” Jamesa ze stanu Nowy Meksyk z sezonu 1968. W sezonie 1974 po trzech meczach został liderem wszech czasów klubu, pobijając rekord Marshalla Goldberga (1957 jardów), zdobył mistrzostwo NCAA w sezonie 1937.
W sezonie 1976 zdobył z klubem mistrzostwo NCAA, także indywidualnie: Heisman Trophy, Maxwell Award, Walter Camp Award, Sporting News College Football Player of the Year oraz UPI College Football Player of the Year za m.in. przebiegnięcie 2150 jardów.
Łącznie w rozgrywkach NCAA przebiegł 6082 jardów, co było rekordem rozgrywek, pobitym dopiero w 1998 roku przez Ricky'ego Williamsa. Imieniem Dorsetta nazwano ulicę w pobliżu obiektu domowego Pittsburgh Panthers, Heinz Field.

### Dallas Cowboys
Przed draftem 1977 skauci byli sceptycznie nastawieni do potencjału Dorsetta na poziomie zawodowym, uznając jego niewielki wzrost (180 cm) za główną przyczynę wpływającą na jego długoterminową wytrzymałość. 3 maja 1977 roku, po ominięciu przez Tampa Bay Buccaneers w pierwszym wyborze w rundzie 1 (wybrali Ricky'ego Bella), Dallas Cowboys wybrało Dorsetta w wyborze drugim od Seattle Seahawks (Dorsett nie chciał grać w klubie) w zamian za numer 14, który miał Steve August, numer 30 (Tom Lynch), numer 41 (Terry Beeson), numer 54 (Glenn Carano). Dorsett podpisał z Dallas Cowboys 5-letni kontrakt o wartości 1 100 000 dolarów amerykańskich (kontrakt Dorsetta stał się pierwszym w historii klubu przekraczającym 1 000 000 dolarów amerykańskich oraz drugi co do wysokości kontrakt podspisany przez debiutanta w sezonie 1977 – Ricky Bell podpisał kontrakt z Tampa Bay Buccaneers kontrakt o wartości 1 200 000 dolarów amerykańskich).
Dorsett i trener drużyny Kowbojów, Tom Landry mieli różne opinie na temat prowadzenia piłki; Tom Landry preferował precyzyjne zagrania biegowe, jednak ostatecznie przekonał się, że Dorsett to inny rodzaj ucieczki i poinstruował linię ofensywną, aby blokowała i trzymała przeciwnika, podczas gdy Dorsett wybrał linię biegu dzięki swojej utalentowanej wizji i instynktom. W sezonie 1977 zaliczył 1007 jardów (w tym 206 jardów w biegu 4 grudnia 1977 roku w wygranym 10:2 meczu domowym z Philadelphia Eagles), stając tym samym pierwszym w historii zawodnikiem klubu, który w debiutanckim sezonie przekroczył liczbę 1000 jardów (rekord trwał do 2016 roku, kiedy Ezekiel Elliott w sezonie 2016 zaliczył 1102 jardy) oraz zdobył 12 przyłożeń, dzięki czemu zdobył tytuł NFL Rookie of the Year Award – nagroda dla najlepszego debiutanta ligi NFL oraz został wybrany do PFWA NFL All-Rookie Team, a z klubem awansował do Super Bowl, w którym 15 stycznia 1978 roku na Louisiana Superdome w Nowym Orleanie po wygranej 27:10 z Denver Broncos zdobył trofeum.
W sezonie 1978 zaliczył 1325 jardów oraz 9 przyłożeń oraz ponownie z klubem awansował do Super Bowl, w którym drużyna Kowbojów 21 stycznia 1979 roku na Miami Orange Bowl w Miami przegrała 35:31 z Pittsburgh Steelers. Wystąpił także w Pro Bowl, natomiast w sezonie 1981 zaliczył 1646 jardów, pobijając rekord Dallas Cowboys.
W sezonie 1982 passa pięciu sezonów z co najmniej 1000 jardami została przerwana z powodu skróconego sezonu, drużyna Kowbojów rozegrała tylko 9 meczów, a Dorsett zaliczył 745 jardów i 5 przyłożeń, a 3 stycznia 1983 roku w przegranym 27:31 meczu domowym z Minnesota Vikings podczas tzw. Monday Night Football ustanowił rekord biegu po przyziemieniu na odległość 99 jardów, pobijając tym samym rekord Andy'ego Urama z sezonu 1939 oraz Boba Gage'a z sezonu 1949 97 jardów (wynik powtórzył Derrick Henry w sezonie 2018). Drużyna Kowbojów miała wówczas 10 zawodników na boisku, gdyż Ron Springs nie był świadomy rozpoczęcia meczu.
W 1986 roku biegacz Herschel Walker podpisał kontrakt z Dallas Cowboys i został ustawiony na boczną obronę jako partner Dorsetta w tej formacji, stając się tym samym drugim tandemem Heismana w historii ligi NFL (wcześniej George Rogers i Earl Campbell byli partnerami w New Orleans Saints w sezonie 1984). Choć Dorsett opuścił 3 mecze z powodu kontuzji kostki i kolana, zaliczył 748 jardów.
W 1987 roku Herchelowi Walkerowi nie podobało się, że był przenoszony między trzema różnymi pozycjami (biegacz, boczny obrońca, skrzydłowy) i że Dorsett miał więcej prowadzących, w związku z czym poskarżył się władzom Dallas Cowboys, po czym przejął obowiązki głównego biegacza klubu. Dorsett w sezonie 1987 rozegrał 12 meczów (6 w pierwszym składzie) i zaliczył 456 jardów. Nie zagrał w dwóch ostatnich meczach, co mu się nie spodobało i zażądał odejścia z klubu.

### Denver Broncos
2 czerwca 1988 roku został sprzedany do znajdującego się w trudnej sytuacji personalnej (słaba forma biegaczy) Denver Broncos w zamian za warunkowy wybór w piątej rundzie draftu 1988. W klubie grał były kolega Dorsetta z Dallas Cowboys, Dan Reeves. Dorsett po odejściu Waltera Paytona stał się liderem drużyny Orange Crush (w wieku 34 lat nadal potrafił przebiec 40 jardów w 4,3 sekundy). Świetnie grał również na ofensywie, dopóki nie doznał poważnej kontuzji.
26 września 1988 roku z wynikiem 12 306 jardów zajął 2. miejsce na liście najszybszych zawodników w historii ligi NFL.
27 listopada 1988 roku w wygranym 7:6 meczu domowym z Los Angeles Rams rzucił jedyne podanie po przyziemieniu w swojej karierze (dopiero drugie podanie w ośmiu próbach w karierze, z jednym przechwytem) na odległość 7 jardów do innego biegacza Sammy’ego Windera. Po sezonie 1988, w którym rozegrał 16 meczów (13 w pierwszym składzie), w których przebiegł 703 jardy w biegu oraz zaliczył pięć przyłożeń w pośpiechu, zakończył karierę sportową, w wyniku zerwania więzadła lewego kolana podczas zgrupowania w sezonie 1989.
Łącznie w lidze NFL przebiegł 12 739 jardów, wyprzedzając tym samym Waltera Paytona oraz zaliczył 77 przyłożeń oraz zdobył 13 punktów.

## Sukcesy

### Zawodnicze
Pittsburgh Panthers
- Mistrzostwo NCAA: 1976

Dallas Cowboys
- Super Bowl: 1977
- Finał Super Bowl: 1978
- Mistrzostwo NFC: 1977, 1978
- Mistrzostwo NFC East: 1977, 1978, 1979, 1981, 1985

### Indywidualne
- NFL Rookie of the Year Award: 1977
- PFWA NFL All-Rookie Team: 1977
- Uczestnik Pro Bowl: 1978, 1981, 1982, 1983
- Pierwszy skład All-Pro: 1981
- Drugi skład All-Pro: 1982, 1983
- Heisman Trophy: 1976
- Maxwell Award: 1976
- Walter Camp Award: 1976
- UPI College Football Player of the Year: 1976
- Sporting News College Football Player of the Year: 1976
- Pierwszy skład College Football All-America Team: 1973, 1975, 1976
- Drugi skład College Football All-America Team: 1974
- Członek Pro Football Hall of Fame: 1994
- Członek College Football Hall of Fame: 1994
- Dallas Cowboys Ring of Honor: 1994
- 7. miejsce na liście 25 najlepszych zawodników w historii futbolu akademickiego według ESPN: 2007
- Zastrzeżony numer w Pittburgh Panthers: 1976 (numer 33)
- Zastrzeżony numer w Hopewell Vikings: 2001 (numer 33)

### Rekordy
- Przyłożenie w biegu na 99 jardów (wraz z Derrickiem Henrym)

## Życie prywatne

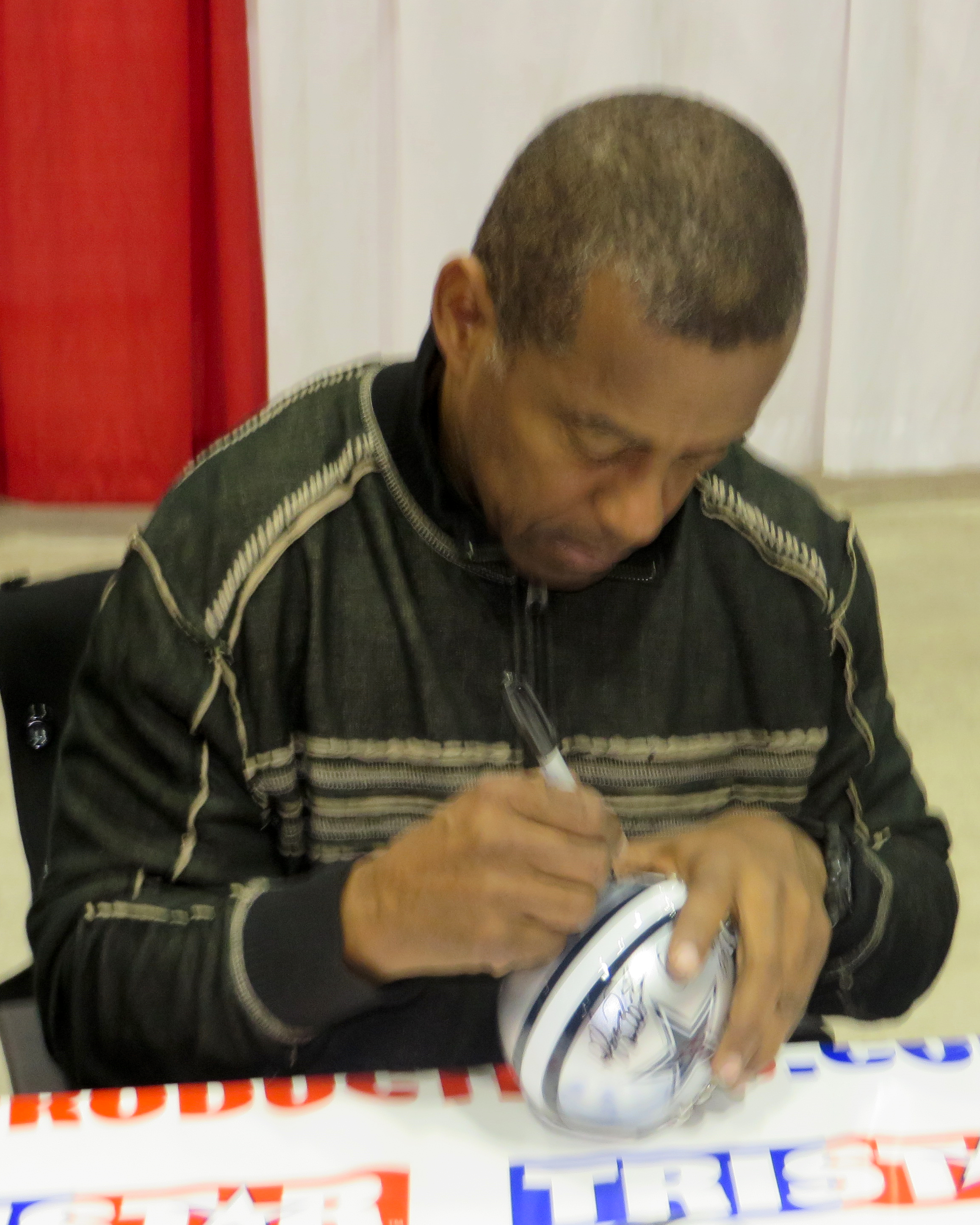
Tony Dorsett rozdający autografy w Houston, styczeń 2014.

Tony Dorsett ma żonę Janet, z którą ma czwórkę dzieci: Anthony'ego – również zawodnika ligi NFL, Jazmyn, Maddie – również grała w futbol amerykański oraz Mię.
Jest także wujkiem Ty Lawa, również futbolisty, trzykrotnego zdobywcy Super Bowl z New England Patriots oraz członka NFL Hall of Fame.
Jest gospodarzem turnieju Tony Dorsett Celebrity Golf Classic for McGuire Memorial, podczas którego zebrano 5 000 000 dolarów amerykańskich na wsparcie McGuire Memorial. Wspiera także mających problemy zdrowotne sportowców poprzez promowanie świadomości na temat bezdechu sennego w całych Stanach Zjednoczonych.
Nawiązał współpracę z wielokrotnie nagradzanym technikiem ortodontycznym Davidem Gergenem i stowarzyszeniem Pro Player Health Alliance, w celu organizacji bezpłatnych wydarzeń mające na celu podnoszenie świadomości społecznej w społecznościach lokalnych w całym kraju. Dorsett pomógł skutecznie wyleczyć bezdech senny ponad 150 byłym zawodnikom.

## Problemy zdrowotne
Tony Dorsett 6 listopada 2013 roku ogłosił, że ma objawy przewlekłej encefalopatii bokserskiej, choroby mózgu występującej u wielu byłych futbolistów, bokserów i hokeistów, u Dorsetta głównym objawem choroby jest zanik pamięci.